# Ягана-Ту
Ягана-Ту (чув. Ягана Ту) — посёлок в Похвистневском районе Самарской области. Входит в состав сельского поселения Малое Ибряйкино.

## География
Посёлок находится на реке Камышла, на расстоянии примерно 6 км (по прямой) на юго-восток от районного центра города Похвистнево.

## История
Посёлок был основан в середине 1920-х годов. 

## Население
| 2010 |
| ---- |
| 85   |

Постоянное население составляло 85 человек (чуваши 68 %) в 2002 году, 85 человек в 2010 году.